# Cape Barlas
Cape Barlas är en udde i Antarktis. Den ligger på Fredriksen Island i Sydorkneyöarna. Argentina och Storbritannien gör anspråk på området.
Terrängen inåt land är kuperad åt nordväst, men österut är den platt. Havet är nära Cape Barlasåt sydost. Trakten är obefolkad.